# Pristiphora pusilla
Pristiphora pusilla är en stekelart som beskrevs av René Malaise 1921. Pristiphora pusilla ingår i släktet Pristiphora, och familjen bladsteklar. Arten är reproducerande i Sverige.